# Moult-Chicheboville
Moult-Chicheboville [mult ʃiʃbɔvil] est, depuis le 1er janvier 2017, une commune nouvelle française située dans le département du Calvados en région Normandie, peuplée de 3 404 habitants.

## Géographie

### Hydrographie
La commune est située dans le bassin Seine-Normandie. Elle est drainée par la Muance, le Semillon, le ruisseau des Petits Marais, le canal Grand et un autre petit cours d'eau,.
La Muance, d'une longueur de 19 km, prend sa source dans la commune de Saint-Sylvain et se jette  dans la Dives à Troarn, après avoir traversé sept communes. 

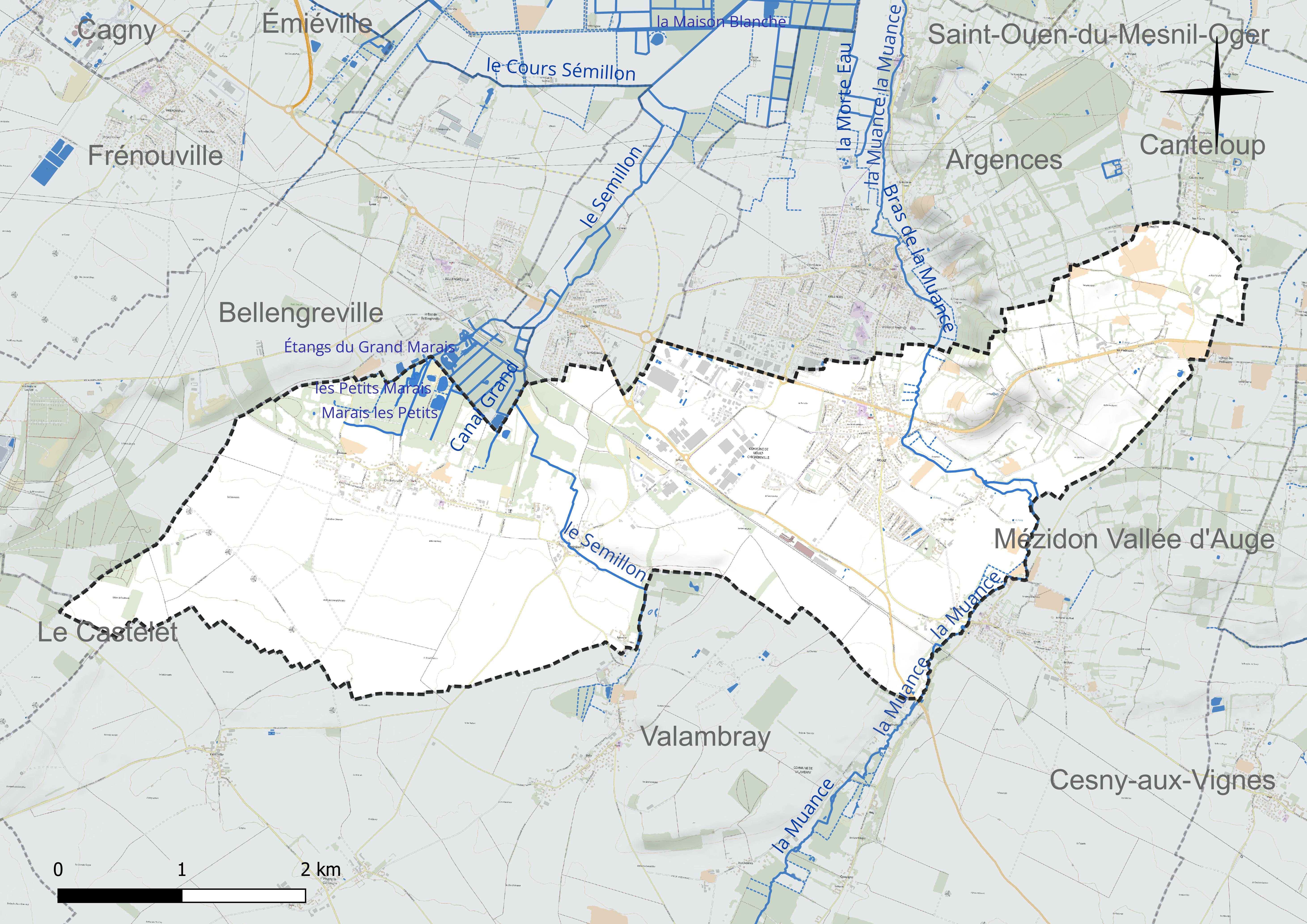
Réseau hydrographique de Moult-Chicheboville.

Deux plans d'eau complètent le réseau hydrographique : le marais les Petits (1 ha) et les Petits Marais (0,3 ha),.

### Climat
Pour des articles plus généraux, voir Climat de la Normandie et Climat du Calvados.
En 2010, le climat de la commune est de type climat océanique altéré, selon une étude du CNRS s'appuyant sur une série de données couvrant la période 1971-2000. En 2020, Météo-France publie une typologie des climats de la France métropolitaine dans laquelle la commune est exposée à un climat océanique et est dans la région climatique Normandie (Cotentin, Orne), caractérisée par une pluviométrie relativement élevée (850 mm/a) et un été frais (15,5 °C) et venté.
Pour la période 1971-2000, la température annuelle moyenne est de 10,9 °C, avec  une amplitude thermique annuelle de 12,3 °C. Le cumul annuel moyen de précipitations est de 672 mm, avec 11,9 jours de précipitations en janvier et 7,3 jours en juillet. Pour la période 1991-2020, la température moyenne annuelle observée sur la station météorologique la plus proche, située sur la commune d'Argences à 1 km à vol d'oiseau, est de 11,6 °C et le cumul annuel moyen de précipitations est de 742,9 mm,. Pour l'avenir, les paramètres climatiques de la commune estimés pour 2050 selon différents scénarios d'émission de gaz à effet de serre sont consultables sur un site dédié publié par Météo-France en novembre 2022.

## Urbanisme

### Typologie
Au 1er janvier 2024, Moult-Chicheboville est catégorisée petite ville, selon la nouvelle grille communale de densité à 7 niveaux définie par l'Insee en 2022.
Elle appartient à l'unité urbaine d'Argences, une agglomération intra-départementale dont elle est ville-centre,. Par ailleurs la commune fait partie de l'aire d'attraction de Caen, dont elle est une commune de la couronne,. Cette aire, qui regroupe 296 communes, est catégorisée dans les aires de 200 000 à moins de 700 000 habitants,.

## Histoire
La commune est née du regroupement des communes de Chicheboville et de Moult, qui deviennent des communes déléguées, le 1er janvier 2017. Son chef-lieu se situe à Moult.

## Politique et administration
| Nom           | Code Insee | Intercommunalité   | Superficie (km2) | Population (dernière pop. légale) | Densité (hab./km2) |
| ------------- | ---------- | ------------------ | ---------------- | --------------------------------- | ------------------ |
| Moult (siège) | 14456      | CC du Val ès Dunes | 10,26            | 2 799 (2021)                      | 273                |
| Chicheboville | 14158      | CC du Val ès Dunes | 7,54             | 579 (2021)                        | 77                 |

### Liste des maires
| Période         | Période         | Identité        | Étiquette     | Qualité |
| --------------- | --------------- | --------------- | ------------- | --- |
| 6 janvier 2017  | 18 juillet 2017 | Alain Tourret   | LREM          | Avocat Député du Calvados (6e circ.) (2012 → 2022) Démissionnaire après sa réélection comme député                                      |
| 13 octobre 2017 | 25 mai 2020     | Sylvain Rault   | DVG           | Professeur de faculté, ancien directeur et doyen de la faculté de pharmacie de Caen                                                     |
| 25 mai 2020     | En cours        | Coralie Arruego | MRSL puis DIV | Professeure d'histoire-géographie, ancienne adjointe Conseillère départementale de Troarn (2015 → 2021) Maire déléguée de Chicheboville |

## Population et société

### Démographie
L'évolution du nombre d'habitants est connue à travers les recensements de la population effectués dans la commune depuis sa création.
En 2022, la commune comptait 3 404 habitants, en évolution de +14,77 % par rapport à 2016 (Calvados : +1,58 %, France hors Mayotte : +2,11 %).
| 2015  | 2020  | 2022  |
| ----- | ----- | ----- |
| 2 725 | 3 344 | 3 404 |

## Culture locale et patrimoine
- Église Saint-Martin de Chicheboville.
- Église Notre-Dame de Béneauville.